# Aulacopilum tumidulum
Aulacopilum tumidulum là một loài rêu trong họ Erpodiaceae. Loài này được Thwaites & Mitt. mô tả khoa học đầu tiên năm 1873.